# الیگوت
الیگوت یک غذای سنتی له‌اوبراک (آویرون، کانتال، لوزر و پیرنه میانه) واقع در جنوب فرانسه می‌باشد که از مخلوط کردن پنیر مذاب و پوره سیب زمینی و گاهی سیر تهیه می‌شود. این خوراک فوندو مانند، در رستوران‌ها اوورنی طرفداران زیادی دارد.
الیگوت به‌طور سنتی از پنیر توم لاگویله یا توم اوورنی تهیه شده و بسته به سلیقۀ غذایی به همراه گوشت خوک بریان یا سوسیس تولوس و شراب قرمز اوورنی دمای سرو می‌شود. پنیرهای دیگری نیز مانند موزارلا یا کانتال نیز به جای توم استفاده می‌شوند.

## تاریخچه
این غذا ابتدا با نان بود و توسط راهبان برای زائرانی که به سمت سانتیاگو د کمپوستلا می‌رفتند درست شد. سیب‌زمینی زمانی که به فرانسه آورده‌شد، جایگزین نان گردید. الیگوت در جشن‌ها و گردهمایی‌های روستاها غذای اصلی بوده و حتی در خیابان‌های آویرون به فروش می‌رسد.

## طرز پخت

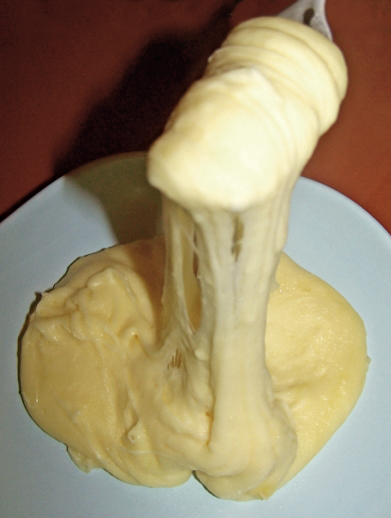
الیگوت

الیگوت با مخلوط کردن سیب‌زمینی پوره شده، کره، خامه، سیر له شده و پنیر آب شده درست شده و زمانی آماده می‌شود که بافتی صاف و ارتجاعی پیدا کند. با آنکه دستور پخت‌های مختلفی وجود دارد، اما لاروس گاسترونومیک به ازای هر یک کیلوگرم سیب‌زمینی، ۵۰۰ گرم پنیر، ۲ حبه سیر، ۳۰ گرم کره و به میزان دلخواه نمک و فلفل را پیشنهاد می‌دهد.